# Marujita Díaz
Pour les articles homonymes, voir Diaz.
María del Dulce Nombre Díaz Ruiz, connue comme Marujita Díaz née à Séville le 27 avril 1932 et morte le 23 juin 2015, est une actrice et chanteuse espagnole qui connut un succès notable dans les années 1950 et 1960.

## Filmographie
- 1948: La cigarra
- 1949: El rey de Sierra Morena
- 1949: La revoltosa
- 1949: La aventura de Esparadrapo (voix)
- 1950: El sueño de Andalucia de Luis Lucia Mingarro
- 1951: Andalousie de Robert Vernay
- 1951: Déracinés (Surcos) de José Antonio Nieves Conde
- 1951: Una cubana en España de Luis Bayón Herrera
- 1952: Aventuras y desventuras de Eduardini
- 1953: Puebla de las mujeres
- 1953: El pescador de coplas
- 1955: Good Bye, Sevilla (Adiós, Sevilla)
- 1955: El ceniciento
- 1956: Polvorilla
- 1957: Ángeles sin cielo de Sergio Corbucci et Carlos Arévalo
- 1957: El genio alegre
- 1959: Y después del cuplé,
- 1960: Pelusa
- 1960: La corista
- 1960: Tres angelitos negros
- 1961: La cumparsita, Canción de arrabal
- 1962: Abuelita Charlestón
- 1962: Han robado una estrella
- 1962: La mujer de tu prójimo (productrice)
- 1963: La casta Susana
- 1963: El globo azul
- 1963: Lulú
- 1964:  Visitando a las estrellas
- 1965: La pérgola de las flores
- 1971: Las amantes del diablo
- 1971: Carmen Boom
- 1973: La boda o la vida
- 1975: Canciones de nuestra vida
- 1976:  El avispero
- 1977: Deseo carnal
- 1980: La reina de la isla de las perlas